# Mapa batimétrico

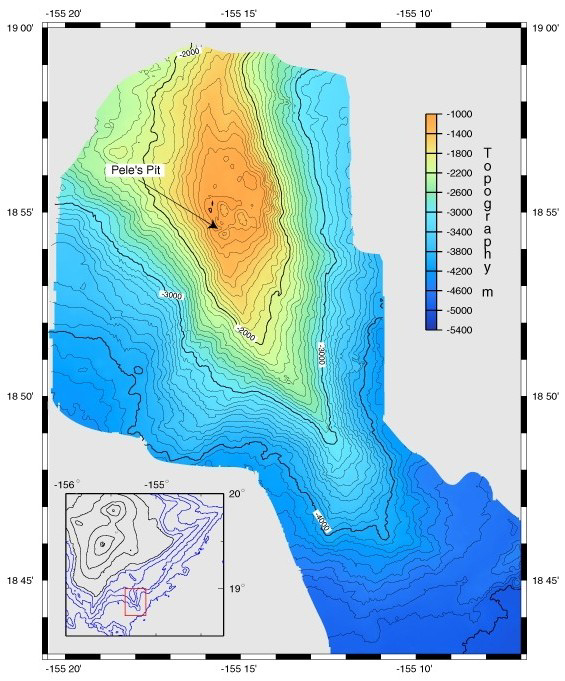
Mapa batimétrico del monte submarino Lo'ihi

Un mapa batimétrico es un tipo de mapa isarítmico que representa la topografía sumergida y las características fisiográficas de los fondos oceánicos y marinos. Su propósito principal es proporcionar contornos de profundidad detallados de la topografía oceánica, así como proporcionar el tamaño, la forma y la distribución de las características submarinas. Los mapas topográficos muestran la elevación sobre el suelo y son complementarios a los mapas batimétricos. Los gráficos utilizan una serie de líneas y puntos a intervalos iguales para mostrar la profundidad o la elevación. Una forma cerrada con formas cada vez más pequeñas en su interior puede indicar una fosa oceánica o un monte o cordillera submarina, dependiendo de si las profundidades aumentan o disminuyen hacia adentro.
Los levantamientos y mapas batimétricos están asociados con la ciencia de la oceanografía, particularmente la geología marina y la ingeniería subacuática u otros propósitos especializados.

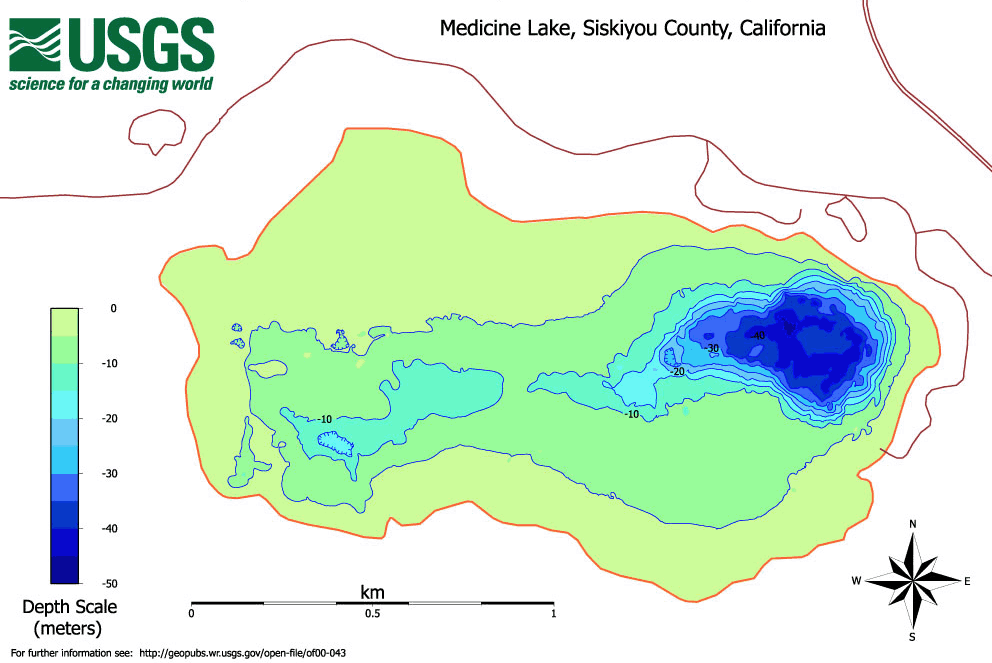
Mapa batimétrico de Medicine Lake, California

Los datos batimétricos utilizados para producir gráficos también se pueden convertir en perfiles batimétricos que son secciones verticales a través de una función.

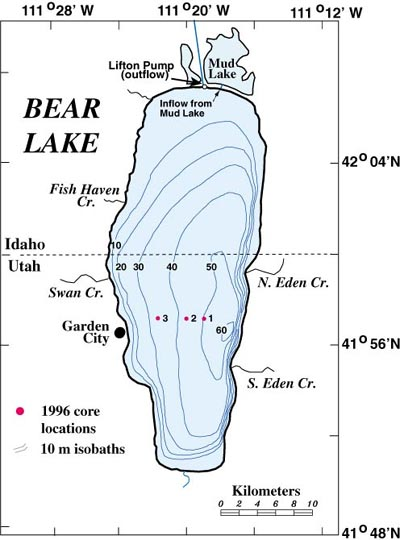
Gráfico batimétrico del lago del Oso.

## Historia

### Antiguo Egipto
El uso de la batimetría y el desarrollo de cartas batimétricas se remontan al siglo XIX a. C. hasta el antiguo Egipto. Las representaciones en las paredes de las tumbas, como las tallas en bajorrelieve de Deir al-Bahri encargadas por la reina Hatshepsut en el siglo XVI a. C., muestran a antiguos marineros que utilizan largos y delgados postes como postes de sondeo para determinar la profundidad del río Nilo y del delra del Nilo.
El historiador griego Heródoto escribe sobre un sondeo en 20 metros de agua de la desembocadura del Nilo en el delta del río. Escribe acerca de lodo amarillo que se eleva similar al que se deposita con las inundaciones anuales. Estos relatos muestran una mayor conciencia de las profundidades regionales y las características del fondo marino entre los antiguos marineros y demuestran que los descubrimientos en batimetría y el uso de cartas batimétricas habían progresado significativamente.

### Antigua Roma
El Nuevo Testamento relata los sondeos que se hicieron con el naufragio de Pablo de Tarso en la isla de Malta en el Libro de los Hechos de los Apóstoles, capítulo 27, versículos 27-44.

### Período moderno temprano
Hasta este punto, las cartas batimétricas eran raras ya que los navegantes continuaban dependiendo de cuerdas pesadas y pesos de plomo para tomar lecturas de profundidad y trazar el océano abierto. En los 200 años transcurridos desde que Colón zarpó hacia América se produjeron avances menores en la exploración y cartografía de profundidad de los océanos. En 1647, Robert Dudley publicó el atlas, Dell'Arcano del Mare. Su trabajo superó con creces todo lo que se había publicado anteriormente con mapas y gráficos construidos en la proyección de Mercator, además de contener algunos de los primeros gráficos que muestran las profundidades impresas en la costa atlántica de América del Norte. Su publicación sentó las bases para que los futuros navegantes e inventores continúen desarrollando formas nuevas e ingeniosas de producir cartas y estudios de alta calidad de los lagos y océanos del mundo.

## Comparación con carta hidrográfica

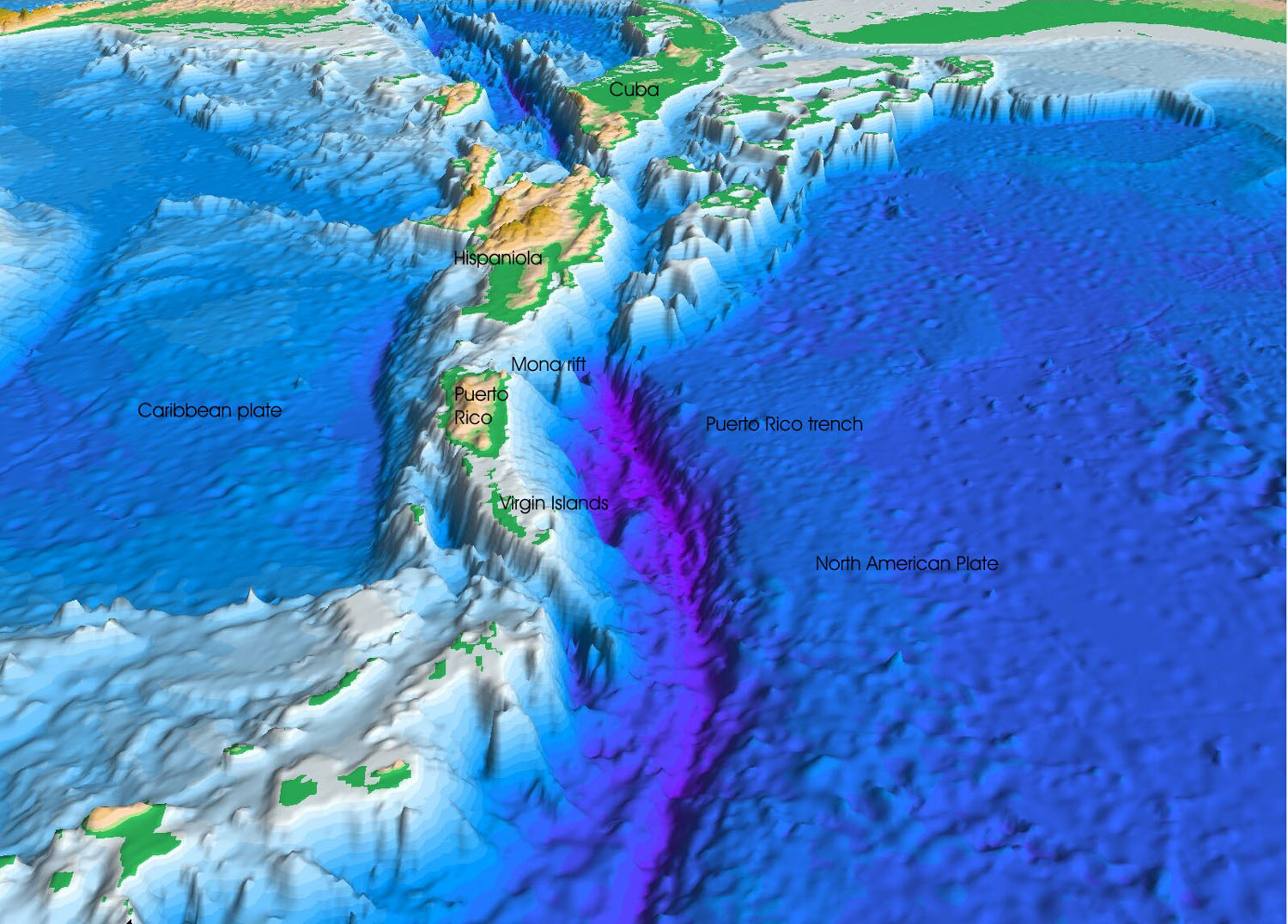
La topografía del fondo marino cerca de la fosa de Puerto Rico

Un mapa batimétrica se diferencia de una carta hidrográfica en que el objetivo es la presentación precisa de las características submarinas, mientras que la navegación segura es el requisito para la carta hidrográfica.
Una carta náutica ocultará las características reales para presentar una versión simplificada que ayude a los navegantes a evitar los peligros bajo el agua.

## Levantamientos batimétricos
Originalmente, la batimetría implicaba la medición de la profundidad del océano mediante sondeos de profundidad . Las primeras técnicas utilizaban cuerdas o cables con peso que se bajaban sobre el costado de un barco. Esta técnica mide la profundidad en un punto a la vez y, por lo tanto, es ineficaz. También está sujeto a los movimientos del barco y las corrientes que mueven la línea fuera de la línea real y del tramo de la línea, por lo que no es precisa.
Los datos utilizados para hacer mapas batimétricos provienen típicamente de una ecosonda (sonar) montada debajo o sobre el costado de un bote, que envía un haz de sonido hacia abajo en el lecho marino o desde sistemas LIDAR o LADAR de detección remota. El tiempo que tarda el sonido o la luz en viajar por el agua, rebotar en el fondo marino y regresar al transductor es proporcional a la distancia al fondo marino. Los levantamientos LIDAR/LADAR generalmente se realizan mediante sistemas aéreos.
Los satélites también se utilizan para medir la batimetría. Los radares satelitales trazan mapas de la topografía de las profundidades marinas al detectar las variaciones sutiles en el nivel del mar causadas por la atracción gravitacional de las montañas submarinas, las crestas y otras masas. En promedio, el nivel del mar es más alto sobre montañas y cordilleras que sobre fosas y llanuras abisales.